# Lista de arremessadores da Major League Baseball com 200 vitórias na carreira

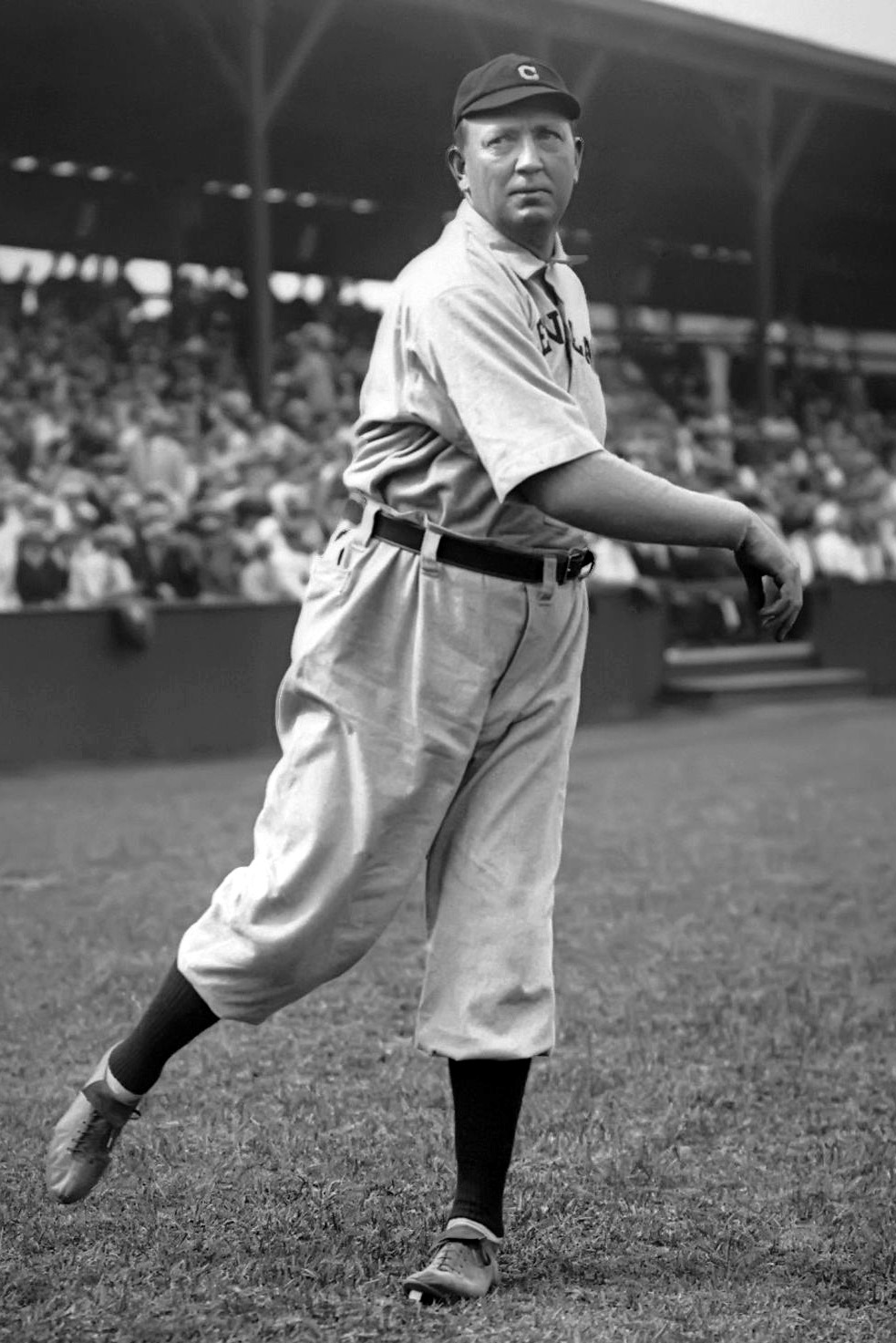
Cy Young, o líder em todos os tempos em vitórias na carreira

Esta é a lista de arremessadores da Major League Baseball (MLB) com 200 ou mais vitórias na carreira. No beisebol, uma  vitória é uma estatística creditada ao arremessador do time vencedor que estava no jogo quando o time teve a última liderança. Um arremessador que começa a partida deve completar cinco entradas para ser creditado com uma vitória; se isto não acontece, o placar oficial recompensa com uma vitória baseado nas regras oficiais da MLB.
Cy Young detém o recorde de vitórias da MLB com 511; Walter Johnson é o segundo com 417. Young e Johnson são os únicos jogadores a conseguirem 400 ou mais vitórias. Entre os arremessadores cuja carreira foi toda jogada na era pós-1920, a era da bola viva, Warren Spahn tem o maior número de vitórias com 363. Apenas 24 arremessadores acumularam 300 ou mais vitórias em sua carreiras. Roger Clemens é o único arremessador com 300 ou mais vitórias não eleito para o National Baseball Hall of Fame, devido sua conexão com drogas para melhoria de performance.
A MLB oficialmente mantém apenas estatísticas da  Liga Nacional e da Liga Americana. Esta tabela inclui estatísticas de outras ligas, mas que agora já não existem mais, incluindo a American Association (AA), a National Association of Base Ball Players e a National Association of Professional Base Ball Players.

## Campo
| Posição          | Posição entre os líderes em vitórias na carreira. Campo em branco indica um empate. |
| Vitórias em 2016 | Número de vitórias acumuladas durante a temporada de 2016.                          |
| W                | Total de vitórias na carreira.                                                      |
| *                | Denota jogador eleito para o National Baseball Hall of Fame.                        |
| Negrito          | Denota jogador ativo.                                                               |

## Lista
Estatísticas atualizadas até 27 de junho de 2016.
| Posição | Jogador (Vitórias em 2016)   | W   |
| ------- | ---------------------------- | --- |
| 1       | Cy Young *                   | 511 |
| 2       | Walter Johnson *             | 417 |
| 3       | Grover Cleveland Alexander * | 373 |
|         | Christy Mathewson *          | 373 |
| 5       | Pud Galvin *                 | 365 |
| 6       | Warren Spahn *               | 363 |
| 7       | Kid Nichols *                | 361 |
| 8       | Greg Maddux *                | 355 |
| 9       | Roger Clemens                | 354 |
| 10      | Tim Keefe *                  | 342 |
| 11      | Steve Carlton *              | 329 |
| 12      | John Clarkson *              | 328 |
| 13      | Eddie Plank *                | 326 |
| 14      | Nolan Ryan *                 | 324 |
|         | Don Sutton *                 | 324 |
| 16      | Phil Niekro *                | 318 |
| 17      | Gaylord Perry *              | 314 |
| 18      | Tom Seaver *                 | 311 |
| 19      | Charles Radbourn *           | 309 |
| 20      | Mickey Welch *               | 307 |
| 21      | Tom Glavine *                | 305 |
| 22      | Randy Johnson *              | 303 |
| 23      | Lefty Grove *                | 300 |
|         | Early Wynn *                 | 300 |
| 25      | Bobby Mathews                | 297 |
| 26      | Tommy John                   | 288 |
| 27      | Bert Blyleven *              | 287 |
| 28      | Robin Roberts *              | 286 |
| 29      | Ferguson Jenkins *           | 284 |
|         | Tony Mullane                 | 284 |
| 31      | Jim Kaat                     | 283 |
| 32      | Red Ruffing *                | 273 |
| 33      | Burleigh Grimes *            | 270 |
|         | Mike Mussina                 | 270 |
| 35      | Jamie Moyer                  | 269 |
| 36      | Jim Palmer *                 | 268 |
| 37      | Bob Feller *                 | 266 |
|         | Eppa Rixey *                 | 266 |
| 39      | Jim McCormick                | 265 |

| Posição | Jogador (Vitórias em 2016) | W   |
| ------- | -------------------------- | --- |
| 40      | Gus Weyhing                | 264 |
| 41      | Ted Lyons *                | 260 |
| 42      | Andy Pettitte              | 256 |
| 43      | Red Faber *                | 254 |
|         | Jack Morris                | 254 |
| 45      | Carl Hubbell *             | 253 |
| 46      | Albert Spalding *          | 252 |
| 47      | Bob Gibson *               | 251 |
| 48      | Vic Willis *               | 249 |
| 49      | Jack Quinn                 | 247 |
| 50      | Joe McGinnity *            | 246 |
|         | Amos Rusie *               | 246 |
| 52      | Dennis Martínez            | 245 |
|         | Jack Powell                | 245 |
| 54      | Juan Marichal *            | 243 |
| 55      | Herb Pennock *             | 241 |
| 56      | Frank Tanana               | 240 |
| 57      | Mordecai Brown *           | 239 |
|         | David Wells                | 239 |
| 59      | Clark Griffith *           | 237 |
|         | Waite Hoyt *               | 237 |
| 61      | Whitey Ford *              | 236 |
| 62      | Tommy Bond                 | 234 |
| 63      | Charlie Buffinton          | 233 |
|         | Bartolo Colón (13)         | 233 |
| 65      | Sad Sam Jones              | 229 |
|         | Luis Tiant                 | 229 |
|         | Will White                 | 229 |
| 68      | George Mullin              | 228 |
| 69      | Jim Bunning *              | 224 |
|         | Catfish Hunter *           | 224 |
| 71      | Hooks Dauss                | 223 |
|         | Paul Derringer             | 223 |
|         | Mel Harder                 | 223 |
|         | CC Sabathia (9)            | 223 |
| 75      | Jerry Koosman              | 222 |
| 76      | Joe Niekro                 | 221 |
| 77      | Jerry Reuss                | 220 |
| 78      | Pedro Martínez *           | 219 |

| Posição | Jogador (Vitórias em 2016) | W   |
| ------- | -------------------------- | --- |
|         | Kenny Rogers               | 219 |
| 80      | Bob Caruthers              | 218 |
|         | Earl Whitehill             | 218 |
| 82      | Freddie Fitzsimmons        | 217 |
|         | Tim Hudson                 | 217 |
|         | Mickey Lolich              | 217 |
| 85      | Wilbur Cooper              | 216 |
|         | Charlie Hough              | 216 |
|         | Curt Schilling             | 216 |
| 88      | Stan Coveleski *           | 215 |
|         | Jim Perry                  | 215 |
| 90      | Rick Reuschel              | 214 |
|         | Mark Buehrle               | 214 |
| 92      | John Smoltz *              | 213 |
| 93      | Chief Bender *             | 212 |
| 94      | Kevin Brown                | 211 |
|         | Bobo Newsom                | 211 |
|         | Billy Pierce               | 211 |
|         | Bob Welch                  | 211 |
| 98      | Jesse Haines *             | 210 |
| 99      | Vida Blue                  | 209 |
|         | Eddie Cicotte              | 209 |
|         | Don Drysdale *             | 209 |
|         | Milt Pappas                | 209 |
| 103     | Bob Lemon *                | 207 |
|         | Carl Mays                  | 207 |
|         | Hal Newhouser *            | 207 |
| 106     | Orel Hershiser             | 204 |
|         | Al Orth                    | 204 |
| 108     | Lew Burdette               | 203 |
|         | Roy Halladay               | 203 |
|         | Silver King                | 203 |
|         | Jack Stivetts              | 203 |
| 112     | Rube Marquard *            | 201 |
|         | Charlie Root               | 201 |
| 114     | Chuck Finley               | 200 |
|         | George Uhle                | 200 |
|         | Tim Wakefield              | 200 |